# Sideridis boursini
Sideridis boursini är en fjärilsart som beskrevs av Ramon Agenjo Cecilia 1941. Sideridis boursini ingår i släktet Sideridis och familjen nattflyn. Inga underarter finns listade i Catalogue of Life.